# 2005年東亞運動會
第四屆東亞運動會於2005年10月29日至11月6日在澳門舉行，歷時共9天。這屆的運動會是澳門首次承辦的運動會，也是「三個品牌，一個班子」的第一個「品牌」（另外兩個分別為2006年第一屆葡語系運動會及2007年第二屆亞洲室內運動會）。

## 籌辦過程
澳門乃於1996年3月於關島舉行的第11屆東亞運動會總會會議中取得是屆東亞運動會的主辦權。2000年東亞運動會協調辦公室成立，負責籌辦工作。該辦公室於2002年1月1日起改組為第四屆東亞運動會澳門組織委員會。2003年6月19日，東亞運組委會開始了志願工作計劃。

## 參賽國家及地區
本屆東亞運動會共有9個國家及地區參賽：中國、日本、韓國、朝鮮、中華台北、中國香港、中國澳門、蒙古及關島（準會員）共有1919名選手參加。

## 比賽項目
本屆東亞運動會共有17種競技運動：游泳、田徑、籃球、保齡球、體育舞蹈、龍舟、足球、體操、曲棍球、空手道、賽艇、射擊、軟式網球、跆拳道、網球、舉重、武術，共決出234面金牌。

## 比賽場地
而運動會場地分佈於三個賽區，包括：
- 澳門賽區：澳門理工學院體育館、澳門綜藝館、南灣湖水上活動中心、塔石體育館、傳媒及資訊中心、
- 氹仔賽區：澳門曲棍球中心、澳門奧林匹克游泳館、澳門運動場及室內館、澳門科技大學運動場
- 路氹國際體育綜合體賽區：澳門東亞運動會體育館、澳門國際射擊中心、保齡球中心、網球學校

其他相關設施：東亞運主題青少年活動中心、東亞樓

## 會徽、吉祥物、口號、會歌

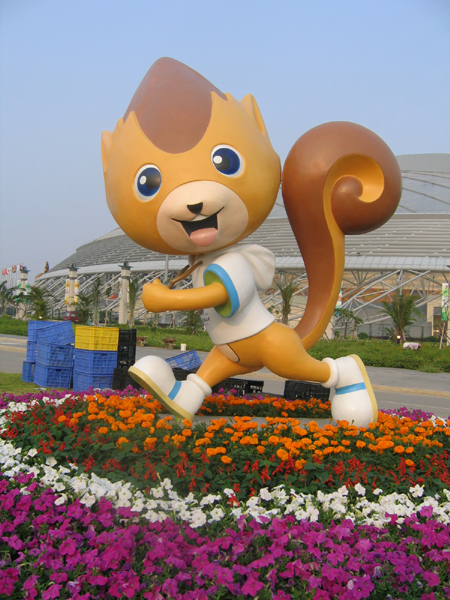
吉祥物--柏柏

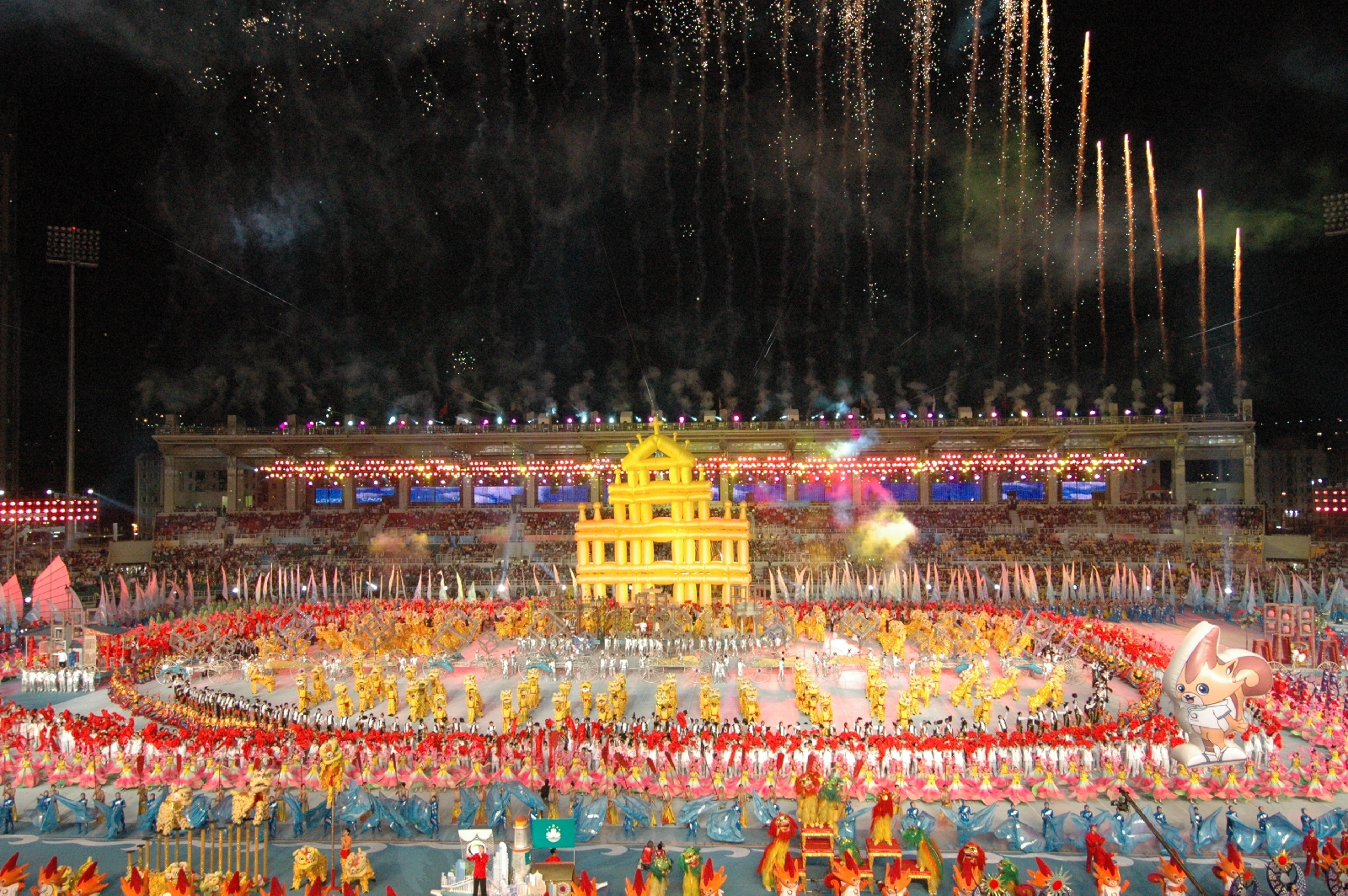
10月29日在澳門運動場的開幕典禮盛況

本屆東亞運動會會徽由黃、綠、藍、紅、黑五色放射旋轉形構成，右下角有「EAG」字樣，下書「Macau」和「2005」。
而吉祥物則是一隻名為「柏柏」的松鼠，創作者為澳門理工學院設計學生羅浩龍以及林恆生。創作靈感來自澳門松山，由於松山是澳門很多運動員鍛鍊身體的老地方，而松鼠就是棲息於松山上身手敏捷的象徵，故此吉祥物的取名「柏柏」也是由「松柏」變成。「柏柏」面帶微笑，昂首挺胸﹐以抖擻的精神和伶俐的造型描繪出澳門市民對體育運動的熱情和靈活樸實的特點。
本屆運動會的口號中文是「東亞風 創紀元 運動會 齊參與」；英文是「New East New Era Let's All Join The Games 」，而葡文是「Nova Era a Oriente  Juntos Participamos nos Jogos」。至於會歌則名為「讓我們閃亮」，英文名為「We will shine」，有粵語版、國語版以及英語版，由澳門一個孿生子組合Soler主唱。
此外，本屆東亞運動會的官方語言包括中文（包括粤语和普通話）、葡萄牙语和英語，數量之多為歷屆東亞運之最。

## 賽事
於10月30日，東道主選手黄燕慧在女子武术南拳賽事中，以9.75分的成绩為澳門夺得本届东亚运动会产生的首面金牌。在女子舉重48公斤級賽事中，中國運動員楊煉成功舉起117公斤打破賽會以及亞洲新紀錄。
11月2日，胡凱以10秒40的成績贏得了本屆賽事的金牌、劉翔以13秒12破了賽會紀錄，並拿下了一面金牌。在游泳賽事中，羅雪娟以26秒63破了新的女子50米蛙泳賽會紀錄，而在一日後的女子50米蝶泳中，周雅菲以26秒71創下了新的亞洲紀錄。
11月3日，前中國射擊運動員王輝在25米標準槍項目為中國香港奪得第二面金牌。
11月5日，蒙古在女子10米氣手槍中贏得金牌，是蒙古在所有運動會中的第五面金牌。澳門選手賈嘉惠在空手道女子60公斤以下-組手項目中摘下金牌。她是第一位土生土長的澳門人在國際大型綜合運動會的個人項目上取得金牌。
11月6日，中國憑著陳濤的入球，以1:0擊敗北韓，奪得男子足球項目的金牌，該冠軍是朱廣滬的第二個冠軍。
| 排名 | 国家／地区 | 金牌 | 银牌 | 铜牌 | 總數 |
| ---- | ---------- | ---- | ---- | ---- | ---- |
| 1    | 中国       | 127  | 63   | 33   | 223  |
| 2    | 日本       | 46   | 56   | 77   | 179  |
| 3    |            | 32   | 48   | 65   | 145  |
| 4    | 中華臺北   | 12   | 34   | 26   | 72   |
| 5    | 中國澳門   | 11   | 16   | 17   | 44   |
| 6    |            | 6    | 10   | 20   | 36   |
| 7    | 中國香港   | 2    | 2    | 9    | 13   |
| 8    | 蒙古国     | 1    | 1    | 6    | 8    |
| 9    | 關島       | 0    | 0    | 1    | 1    |

## 超支问题
2006年11月2日，審計署公布第四屆東亞運動會專項審計報吿。總開支達44億元，其中場館超支50.6%；澳門東亞運動會體育館超支更高達百分之81.6%。

## 特別車牌
請到澳門車輛登記號碼

## 運動會的深遠影響
由於要主辦是次東亞運動會，澳門政府大力興建多個達到國際水平的體育場館，例如澳門蛋、塔石體育館、澳門理工學院綜合館等，令到澳門的體育設施在硬件上得到更多的場地。在賽事結束後，為了善用這些硬件設施，以每小時計的租場形式把場地向居民作康體活動的場地。此外，這些運動場館充份地滿足了各單項體動的需要。